# Кегель, Герхард
Ге́рхард Ке́гель (нем. Gerhard Kegel; 16 ноября 1907, Пройсиш-Херби, Верхняя Силезия — 16 ноября 1989, Берлин) — сотрудник МИД Германии в годы Второй мировой войны. В 1935—1939 годах секретарь посольства Германии в Варшаве, а в 1940—1941 годах работал в посольстве Германии в Москве в торговом отделе. Агент Разведупра Генштаба РККА, в документах проходил, как агент Курт. Награждён советским орденом Красного знамени (1969) и орденом Дружбы народов. Кавалер ордена Карла Маркса.

## Биография
Родился в семье железнодорожного служащего. Коммунист. Вступил в немецкий комсомол и КПГ. По заданию разведки с 1934 года состоял в НСДАП, с 1935 года работал на должности секретаря посольства в Варшаве. Перед войной передавал важные сведения[кому?] под псевдонимами «ХВС» и «Курт». В 1944 году был направлен на Восточный фронт; сразу перешёл на сторону советских войск.
После разгрома «Красной капеллы» не был выдан Ильзой Штебе («Альта»). Жил в ГДР. Умер от сердечного приступа, когда увидел разгром «Штази».

## Сочинения
- Кегель Г. В бурях нашего века: Записки разведчика-антифашиста = Gerhard Kegel. In den Stürmen unseres Jahrhunderts. Ein deutscher Kommunist über sein ungewöhnliches Leben. — Dietz Verlag, Berlin, 1983 / Герхард Кегель; Пер. с нем. В. П. Гренкова. — М.: Политиздат, 1987. — 464, [12] с. — 200 000 экз.